# Semousies
Semousies és un municipi francès, situat a la regió dels Alts de França, al departament del Nord. L'any 2006 tenia 237 habitants. Administrativament formà part de l'Avesnois, geològicament de la regió de les Ardenes, històricament de l'Hainaut i els seus paisatges formen part de la Thiérache.
Es troba a 95 km de Lilla, Brussel·les o Reims (Marne), a 45 km de Valenciennes, Mons (B) o Charleroi (B) i a 6 km d'Avesnes-sur-Helpe. Limita amb els municipis de Dourlers, Bas-Lieu i Beugnies.

## Demografia
| Evolució de la població |      |      |      |      |      |      |      |      |
| 1793                    | 1800 | 1806 | 1821 | 1831 | 1836 | 1841 | 1846 | 1851 |
| -                       | -    | -    | -    | -    | -    | -    | -    | -    |

| 1856 | 1861 | 1866 | 1872 | 1876 | 1881 | 1886 | 1891 | 1896 |
| ---- | ---- | ---- | ---- | ---- | ---- | ---- | ---- | ---- |
| -    | -    | -    | -    | -    | -    | -    | -    | 209  |

| 1901 | 1906 | 1911 | 1921 | 1926 | 1931 | 1936 | 1946 | 1954 |
| ---- | ---- | ---- | ---- | ---- | ---- | ---- | ---- | ---- |
| 176  | 187  | 181  | 174  | 163  | 172  | 173  | 175  | 163  |

| 1962 | 1968 | 1975 | 1982 | 1990 | 1999 | 2006 | 2011 | 2016 |
| ---- | ---- | ---- | ---- | ---- | ---- | ---- | ---- | ---- |
| 178  | 197  | 229  | 210  | 242  | 224  | -    | -    | -    |

| 2019 | - | - | - | - | - | - | - | - |
| ---- | - | - | - | - | - | - | - | - |
| -    | - | - | - | - | - | - | - | - |

## Administració
| Període | Identitat     | Partit |
| ------- | ------------- | ------ |
| 2001-   | Gérard Honoré | PS     |